# Andrew Turnbull, Baron Turnbull

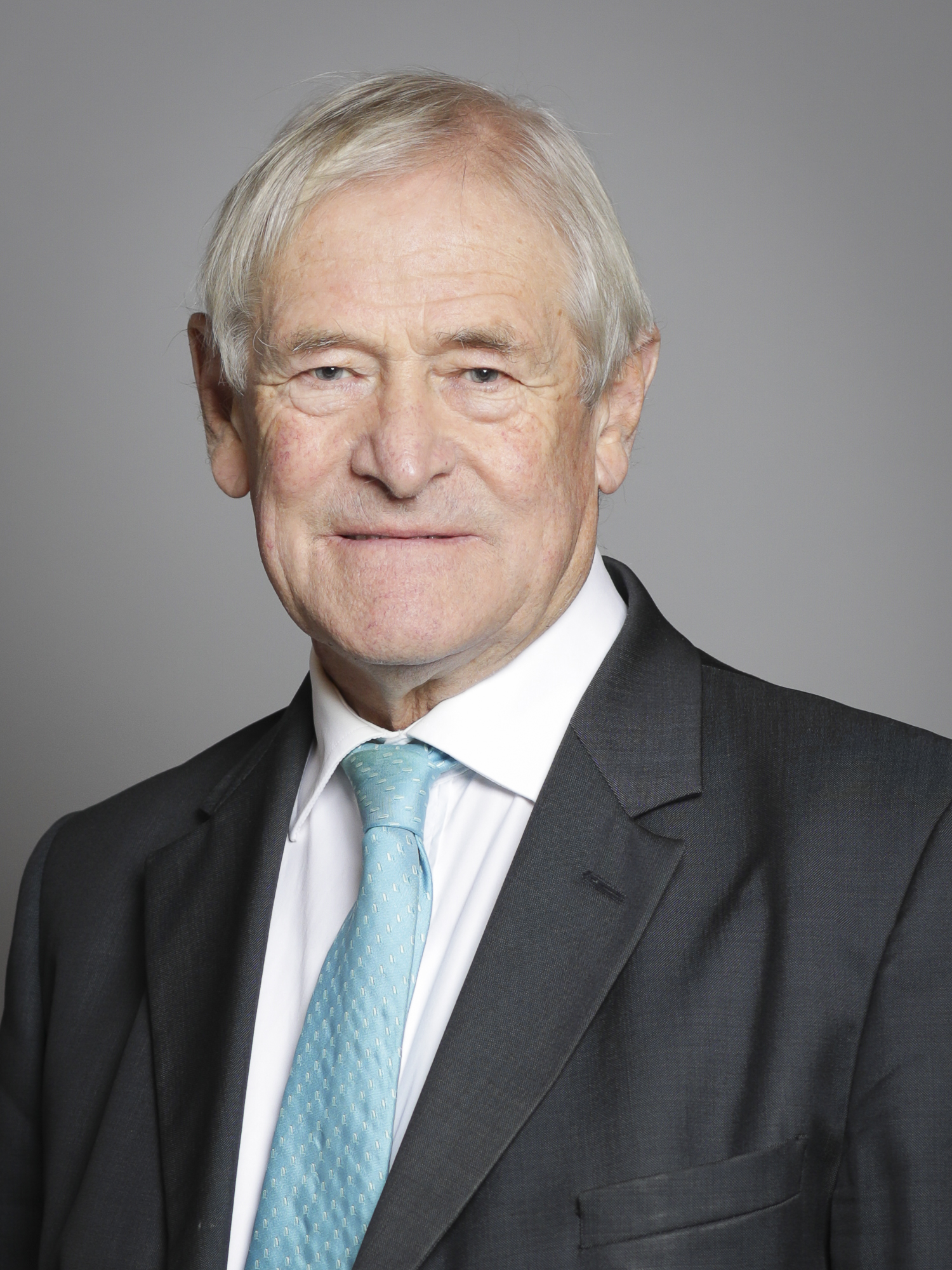
Andrew Turnbull, Baron Turnbull

Andrew Turnbull, Baron Turnbull KCB, CVO (* 21. Januar 1945) ist ein ehemaliger britischer Verwaltungsbeamter, der zuletzt zwischen 2002 und 2005 Kabinettsekretär (Cabinet Secretary) und Leiter des öffentlichen Dienstes (Head of Her Majesty’s Home Civil Service) war und seit 2005 als Life Peer Mitglied des House of Lords ist.

## Leben

### Aufstieg zum Kabinettsekretär und Leiter des öffentlichen Dienstes
Nach dem Besuch der Enfield Grammar School absolvierte Turnbull ein Studium am Christ’s College der University of Cambridge und trat anschließend in den öffentlichen Dienst ein. 1988 wurde er Erster Privatsekretär von Premierministerin Margaret Thatcher und behielt diese Funktion zwischen 1990 und 1992 auch bei deren Nachfolger John Major. 1998 übernahm er als Ständiger Sekretär des Schatzamtes (Permanent Secretary to the Treasury) das traditionell zweithöchste Amt des britischen öffentliche Dienstes und übte dieses bis 2002 aus.
Im Anschluss wurde er am 1. September 2002 während der Amtszeit von Premierminister Tony Blair Nachfolger von Richard Wilson als Cabinet Secretary sowie Head of the Home Civil Service und übernahm damit das höchste Amt innerhalb des britischen öffentlichen Dienstes. Diese Ämter bekleidete er drei Jahre lang bis zu seiner Ablösung durch Gus O’Donnell, der bereits 2002 Turnbulls Nachfolger als Ständiger Sekretär des Schatzamtes wurde.

### Oberhausmitglied und Funktionen in der Privatwirtschaft
Nach seinem Ausscheiden aus dem öffentlichen Dienst wurde er durch ein Letters Patent vom 11. Oktober 2005 als Life Peer mit dem Titel Baron Turnbull, of Enfield in the London Borough of Enfield, in den Adelsstand erhoben. Am 7. Dezember 2005 erfolgte seine Einführung (Introduction) als Mitglied des House of Lords. Im Oberhaus gehört Lord Turnbull zur Gruppe der parteilosen Peers, den sogenannten Cross Bencher.
Daneben bekleidet er verschiedene Positionen in den Privatwirtschaft und ist sowohl Direktor der Unternehmen Prudential plc, British Land Company plc und Frontier Economics Ltd als auch Vorstandsvorsitzender der Investmentgesellschaft BH Global Ltd. Darüber hinaus ist Lord Turnbull seit 2009 Vorsitzender des Verwaltungsrates des Dulwich College und fungiert als Trustee der Global Warming Policy Foundation (GWPF), eine eingetragene gemeinnützige Organisation und Denkfabrik mit dem Ziel der Vermeidung von vermeintlichen Überreaktionen gegenüber der globalen Erwärmung.